# 鄧巴頓 (新罕布什爾州)
鄧巴頓（英語：Dunbarton）是一個位於美國新罕布什爾州梅里馬克縣的鎮。

## 人口
根據2020年美國人口普查的數據，鄧巴頓的面積為81.10平方千米，當中陸地面積為79.90平方千米，而水域面積為1.20平方千米。當地共有人口3005人，而人口密度為每平方千米37人。